# Feng Shuo
Feng Shuo (chinesisch 丰硕, Pinyin Fēng Shuò; * 15. Januar 1998) ist eine chinesische Tennisspielerin.

## Karriere
Feng spielt überwiegend Turniere auf der ITF Women’s World Tennis Tour, bei der sie bislang 16 Doppeltitel gewonnen hat.

## Turniersiege

### Doppel
| Nr. | Datum              | Turnier       | Kategorie      | Belag        | Partnerin             | Finalgegnerinnen                              | Ergebnis          |
| --- | ------------------ | ------------- | -------------- | ------------ | --------------------- | --------------------------------------------- | ----------------- |
| 1.  | 9. Juli 2017       | Anning        | ITF $15.000    | Sand         | Li Yihong             | Jiang Xinyu Tang Qianhui                      | 6:3, 6:4          |
| 2.  | 31. März 2018      | Nanjing       | ITF $15.000    | Hartplatz    | Zheng Wushuang        | Sun Xuliu Zhao Qianqian                       | 6:2, 6:4          |
| 3.  | 6. Juni 2018       | Changsha      | ITF $25.000    | Hartplatz    | Jiang Xinyu           | Han Xinyun Zhang Ying                         | 6:3, 4:6, [11:9]  |
| 4.  | 14. Juli 2018      | Tianjin       | ITF $25.000    | Hartplatz    | Jiang Xinyu           | Chen Jiahui Ye Qiuyu                          | 6:4, 6:4          |
| 5.  | 2. Juni 2019       | Luzhou        | ITF $25.000    | Hartplatz    | Xun Fangying          | Guo Hanyu Ye Qiuyu                            | 6:3, 6:1          |
| 6.  | 4. August 2019     | El Espinar    | ITF $25.000    | Hartplatz    | Marina Bassols Ribera | Alexandra Bozovic Shalimar Talbi              | 7:5, 7:64         |
| 7.  | 18. August 2019    | Las Palmas    | ITF $25.000    | Sand         | Marina Bassols Ribera | Manon Arcangioli Kimberley Zimmermann         | 6:3, 6:1          |
| 8.  | 17. Juni 2023      | Tianjin       | ITF W15        | Hartplatz    | Zheng Wushuang        | Han Jiangxue Huang Jiaqi                      | 6:0, 6:2          |
| 9.  | 24. Juni 2023      | Tianjin       | ITF W15        | Hartplatz    | Zheng Wushuang        | Han Jiangxue Huang Yujia                      | 6:2, 6:3          |
| 10. | 16. Juli 2023      | Naiman        | ITF W25        | Hartplatz    | Wu Meixu              | Dang Yiming You Xiaodi                        | 1:6, 6:3, [10:5]  |
| 11. | 19. August 2023    | Nanchang      | ITF W40        | Sand (Halle) | Zheng Wushuang        | Cho I-hsuan Cho Yi-tsen                       | 5:7, 7:68, [10:4] |
| 12. | 15. September 2024 | Guiyang       | ITF W50        | Hartplatz    | Ye Qiuyu              | Li Zongyu Shi Han                             | 7:63, 6:3         |
| 13. | 10. Mai 2025       | Goyang        | ITF W35        | Hartplatz    | Li Zongyu             | Hiromi Abe Ikumi Yamazaki                     | 6:2, 7:5          |
| 14. | 21. Juni 2025      | Zagreb        | ITF W75        | Sand         | Aoi Itō               | Arina Bulatowa Martha Matoula                 | 7:5, 6:3          |
| 15. | 28. Juni 2025      | Palma del Río | ITF W50        | Hartplatz    | Liang En-shuo         | María Paulina Pérez García Victoria Rodríguez | 6:2, 6:3          |
| 16. | 26. Juli 2025      | Palermo       | WTA Challenger | Sand         | Estelle Cascino       | Momoko Kobori Ayano Shimizu                   | 6:2, 6:72, [10:7] |
| 17. | 10. August 2025    | Amstetten     | ITF W75        | Sand         | Liang En-shuo         | Dalila Jakupović Nika Radišić                 | 4:6, 6:4, [10:0]  |